# Hermods AB

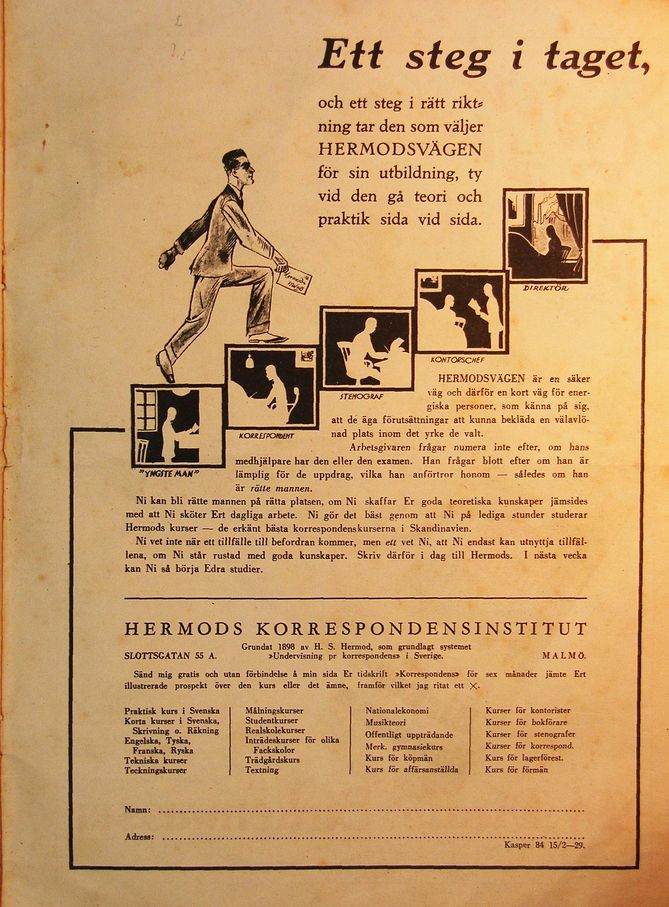
Annons i skämttidningen Kasper 1929.

Hermods AB är ett svenskt utbildningsföretag som sedan 2013 ingår i koncernen Academedia. Det grundades 1898 av Hans Svensson Hermod (1860-1920) och började med korrespondensundervisning. 
Hermods är en av Sveriges äldsta och största aktörer inom utbildningsbranschen med cirka 1 300 medarbetare i över 180 kommuner runt om i Sverige och med en omsättning på cirka 750 miljoner kronor år 2016/17. På Hermods studerar runt 70 000 elever inom vuxenutbildning (Komvux), yrkesutbildning, yrkeshögskola, svenska för invandrare (SFI), företagsutbildning, kurser för privatpersoner och Arbetsförmedlingstjänster. Huvudkontoret är beläget på Vasagatan i Stockholm. Totalt har omkring sju miljoner människor någon gång tagit en kurs på Hermods . Förutom yrkesinriktade ämnen som bokföring, ritning, marknadsföring och bygg & anläggning har man kunnat läsa bland annat teknik, juridik, musik, matematik, konst och språk. 

## Historia

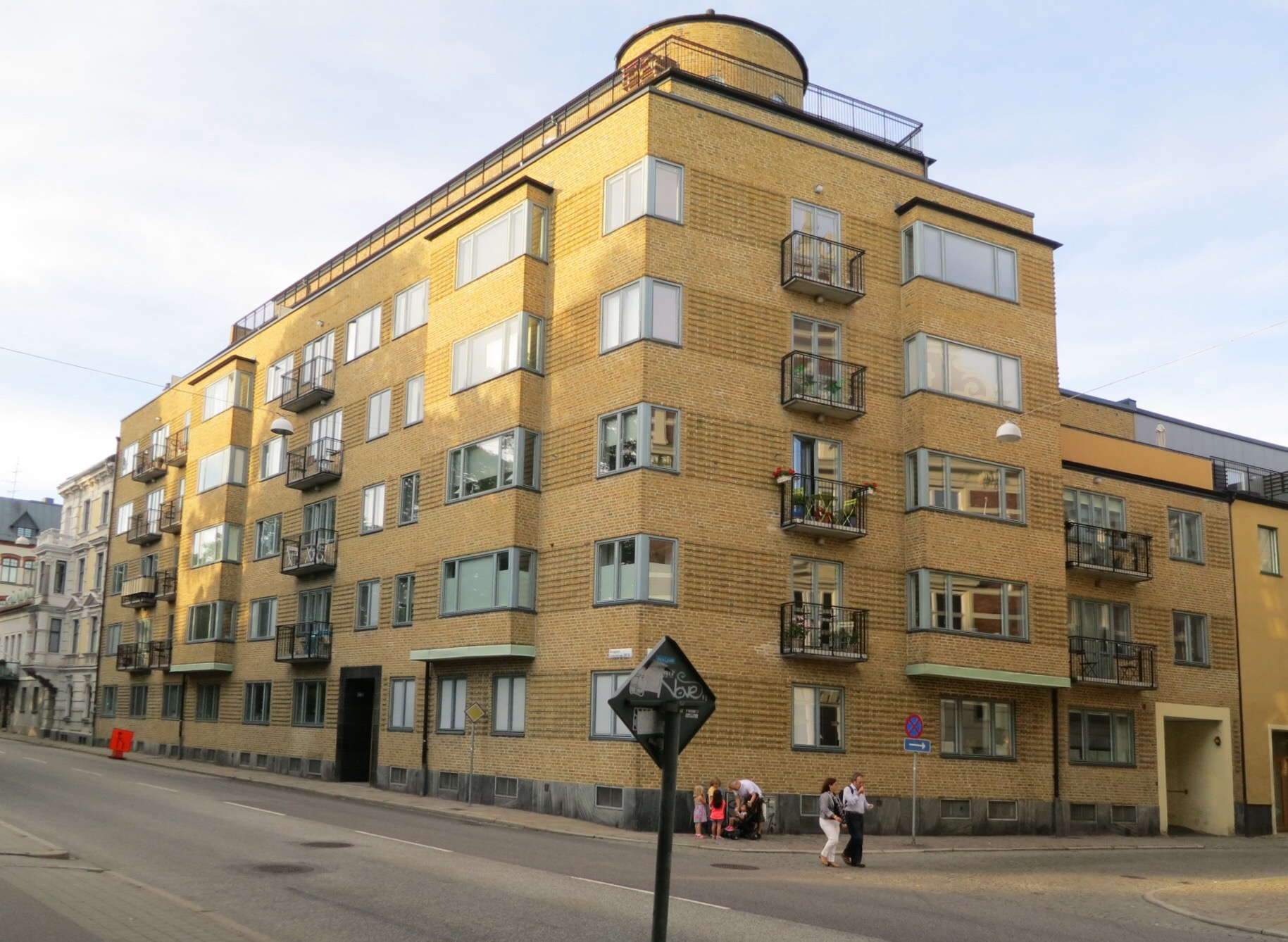
Hermodshuset på Slottsgatan i Malmö.

Historien om Hermods startade år 1898 då en entreprenör vid namn Hans Svensson Hermod öppnade sin privatskola ”Malmö Språk- och Handelsinstitut”. Under åren som gått har Hermods kunnat erbjuda bland annat stödkurser/sommarkurser för kuggade elever, möjlighet till att höja sina betyg, realexamen, studentexamen, akademiska kurser, ingenjörsexamen, olika yrkesutbildningar, fortbildning för lärare, utlandsskolor, personalutbildning.
Hans Svensson Hermod var en bondson från Sunnanå utanför Malmö. År 1886 kom han hem efter en lång utlandsresa från bland annat USA där distanspedagogiken fått genomslag. Under sin restid försörjde Svensson Hermod sig bland annat som privatlärare. När han kom hem började han ge ut ett ”tyskt-engelskt-franskt-spanskt-italienskt öfvningsblad” med enklare texter på de fem språken. Detta resulterade i en tidning vilken kunde prenumereras på för 3 kronor styck och då erbjöds att få översätta en text samt skicka in denna för rättning. Detta blev det första steget för korrespondensundervisning.
Under åren som följde utvecklade Svensson Hermod sitt koncept och 1898 öppnade en privatskola vid namn ”Malmö Språk- och Handelsinstitut" med lokaler på Södergatan 17 i Malmö. Detta ledde till den första riktiga korrespondenskursen med 17 brev, där eleverna fick lära sig allt om bokföring. Omkring år 1910 gick det för första gången att fullgöra en realexamen per korrespondens i Hermods regi. Detta ledde till att verksamheten expanderade kraftigt. Svensson Hermod byggde upp vad som i dag skulle kallas för ett nätverksföretag med extraknäckande lärare, fristående läromedelsförfattare och skrivningsrättare. Svensson Hermods vision var att alla svenskar, även landsbygdsbefolkningen, skulle kunna läsa kurser som de hade fallenhet för. År 1918 flyttade företaget Hermods till egna lokaler på Slottsgatan 18 i Malmö och tillhandahöll då cirka 250 olika kurser med ett elevantal på cirka 20 000 personer.
1920-talet blev bekymmersamt för Hermods då institutets grundare Hans Svensson Hermod avled hastigt år 1920 av en hjärtattack men även för att konkurrenter som Noréns korrespondens-institut i Malmö (senare NKI-skolan) börjat etablera sig. Under 1920- och 1930-talen genomförde Hermods därför stora förändringar för att förbättra lönsamheten, bland annat genom att anställa nya medarbetare och förnya kursutbudet. År 1927 ombildades Hermods till ett aktiebolag med Gustaf Carne som verkställande direktör, och från 1931 med Elof Hellquist som inspektor. I början av 1930-talet hade antalet elever ökat till ca 50 000.. Under perioden 1920-1940 etablerade Hermods 20 Korrespondensgymnasier för unga och gav dem möjligheten att studera på en högre nivå. Bland kända Hermodslärare kan nämnas Gotthard Sandberg som undervisade i måleri och teckning från 1917 fram till sin död 1961. År 1958 fick Hermods examensrätt för student- och realexamen och 1965 införlivades NKI-skolan i Hermods. Bland kända chefer och rektorer bör Gunnar Gaddén och Börje Holmberg nämnas.
På 1960-talet blev Hermods en viktig aktör inom förlagsverksamheten. Främst gällde det läromedelsproduktion för grundskolan, gymnasiet och universiteten. Utgångspunkten var i början att ge ut lämpliga korrespondenskurser i bokform. Mest känd av alla läromedel är troligen Hej matematik, som kom ut i samband med den nya läroplanen Lgr69. Samarbetet med svenska myndigheter och fackliga organisationer var stort. På uppdrag av Skolöverstyrelsen blev Hermods huvudman för de flesta svenska utlandsskolorna. Detta ansvar hade Hermods, sedermera Liber Hermods, fram till början av 1990-talet. På dessa skolor kunde barn till utlandssvenskar läsa korrespondenskurser på högstadie- och gymnasienivå med handledning av lärare på skolorna. Det fanns utlandselever i store delar av världen alltifrån vid missionsstationer i Afrika, på Mallorca, på spanska solkusten, vid FN i New York, till Madrid, Paris och Bryssel. År 1975 förvärvas Hermods av Liber som då ägdes av Statsföretag/ senare Procordia. Bland chefer och rektorer för Liber Hermods kan nämnas Erna Prior, Gunnar Pilesjö, Viveca Serder, Alf Trellid och Lisbeth Netteberg. Hermods etablerade arbetsmarknadsutbildning för arbetslösa år 1980. Många utlandssvenskar läste engelska på universitetsnivå på korrespondens och under sommaren deltog de i några veckors undervisning vid Lunds universitet. Ett viktigt steg i Hermods utveckling var samarbetet med Utbildningsradion. År 1985 läste mer än 30 000 studenter Datakunskap på distans med kursmaterial och kursuppgifter som rättades på Hermods, medan det var kurstillfällen både i TV och på radio. Tentamen administrerades av Hermods i samarbete med ett flertal universitet. I samarbete med Utbildningsradion och universiteten genomfördes kurser i Idéhistoria, Engelska och Juridik. En viktig lärare på Hermods under denna tid var John Bååth, som även utvecklade en metod att digitalt rätta elevernas uppgifter. Under 1980- och 90-talen tog många sin fastighetsmäklarexamen på Hermods. 
Liber Hermods blev ett eget aktiebolag år 1993, vilket numera är det som idag heter Hermods AB. År 2008 blev Hermods första bolag att etablera svenska för invandrare som distansmetodik och närlärande, och samma år förvärvades Hermods av Ikea. Hermods har två år i rad belönats med Dagens Industri utmärkelse Gasellföretag, 2012 och 2013.
2013 förvärvades Hermods av Academedia.

## Verksamheter
- Vuxenutbildning (grundläggande och gymnasial)
- Yrkesutbildning
- Yrkeshögskola
- Svenska för invandrare (SFI)
- Företagsutbildning
- Kurser för privatpersoner
- Arbetsförmedlingstjänster